# Hanenberg (Willemstad)
Hanenberg – osada (buurt) w dzielnicy Rooi Santu, miasta Willemstad, w dystrykcie Willemstad, w kraju autonomicznym Curaçao, należącym do Holandii, w Ameryce Południowej. 20 października 2023 r. liczyła 679 mieszkańców. Zarówno pod względem powierzchni, jak i liczby mieszkańców, jest najmniejszą osadą w dzielnicy.